# متحف تامباخ

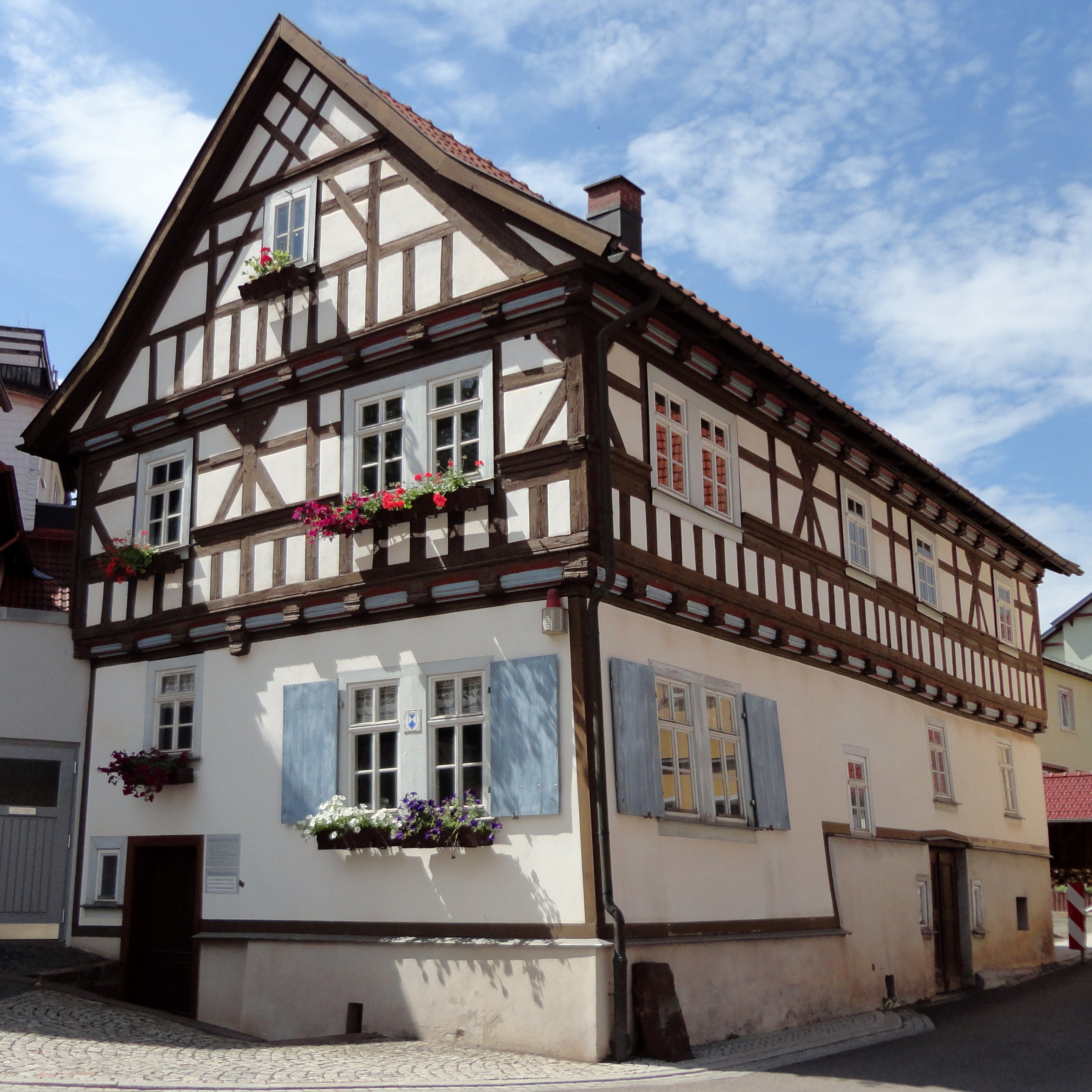
متحف تامباخ

متحف تامباخ هو متحف يقع في تامباخ في كينيا. يقع في مقر إقامة مفوض المنطقة السابق.